# Robert Goulet
Robert Gerard Goulet, född 26 november 1933 i Lawrence, Massachusetts, död 30 oktober 2007 i Los Angeles, Kalifornien, var en Grammy- och Tony Award-belönad amerikansk-kanadensisk underhållare.
Goulets internationella genombrott skedde 1960 som Lancelot i Lerner and Loewes Broadwaymusikal Camelot och hans karriär omfattade såväl sång som skådespel på teater, radio, TV och film.

## Sjukdom och frånfälle
Den 30 september 2007 lades Goulet in på sjukhus i Las Vegas med diagnosen idiopatisk fibroserande alveolit, "en ovanlig åkomma som snabbt kan förvärras och kan leda till döden." Den 13 oktober flyttades han till Cedars-Sinai Medical Center när det stod klart att han inte skulle överleva utan en lungtransplantation. Drygt två veckor senare, den 30 oktober 2007, avled han, fortfarande i väntan på transplantationen.